# اوزیلو
اوزیلو (به ایتالیایی: Osilo) یک کومونه در ایتالیا است که در استان ساساری واقع شده‌است. اوزیلو ۹۸٫۳ کیلومتر مربع مساحت و ۳٬۳۱۷ نفر جمعیت دارد و ۶۷۲ متر بالاتر از سطح دریا واقع شده‌است.

## نگارخانه

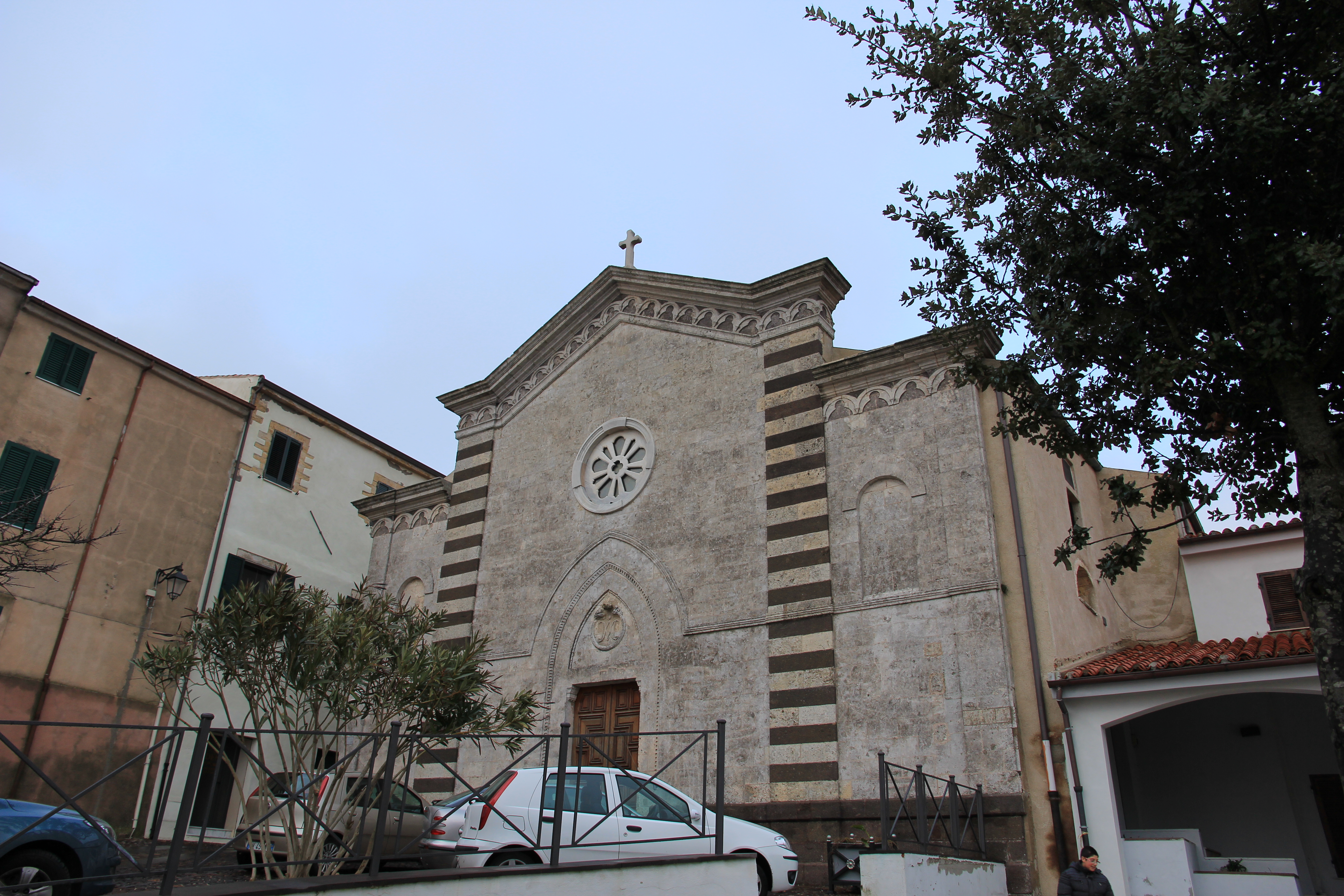
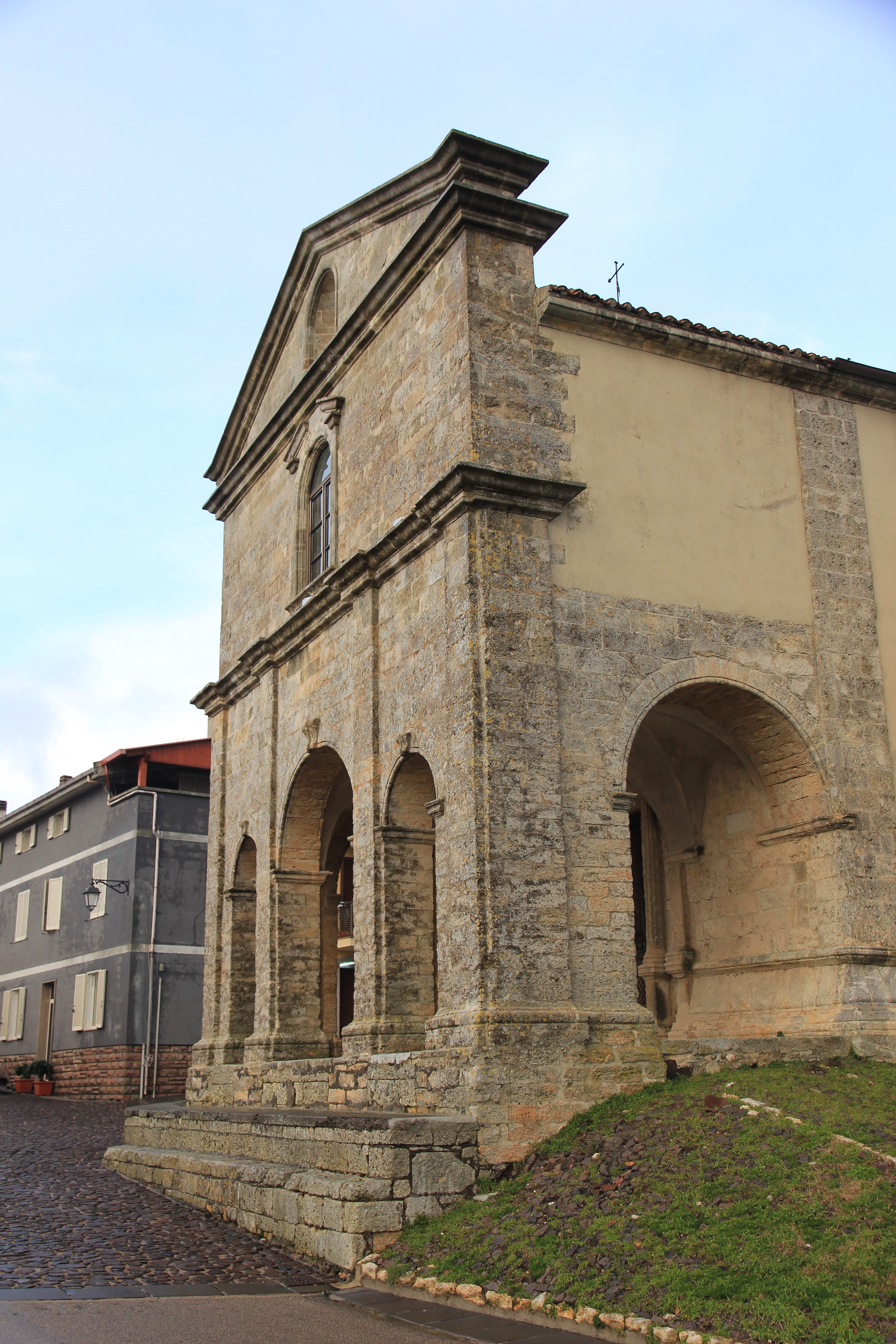
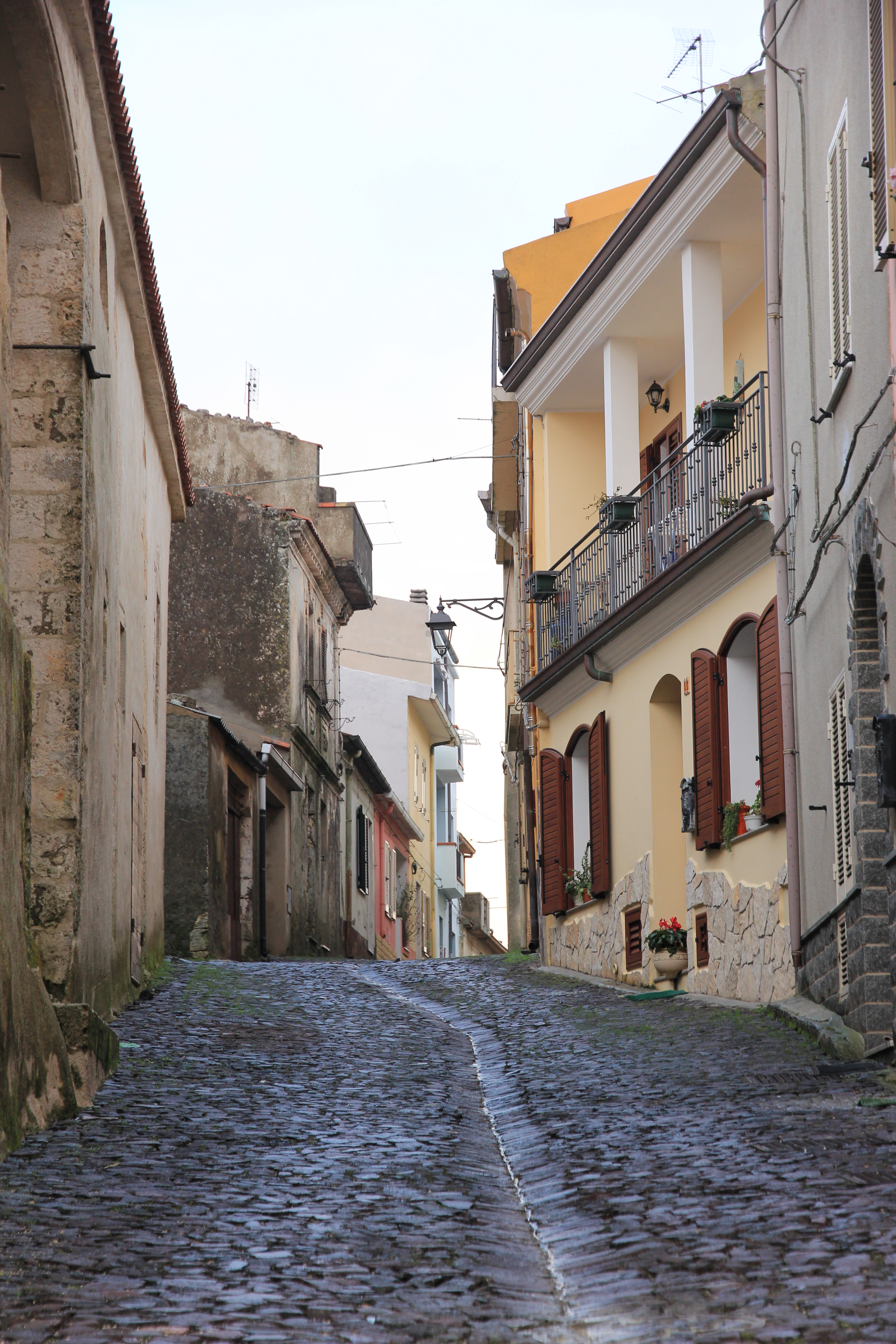
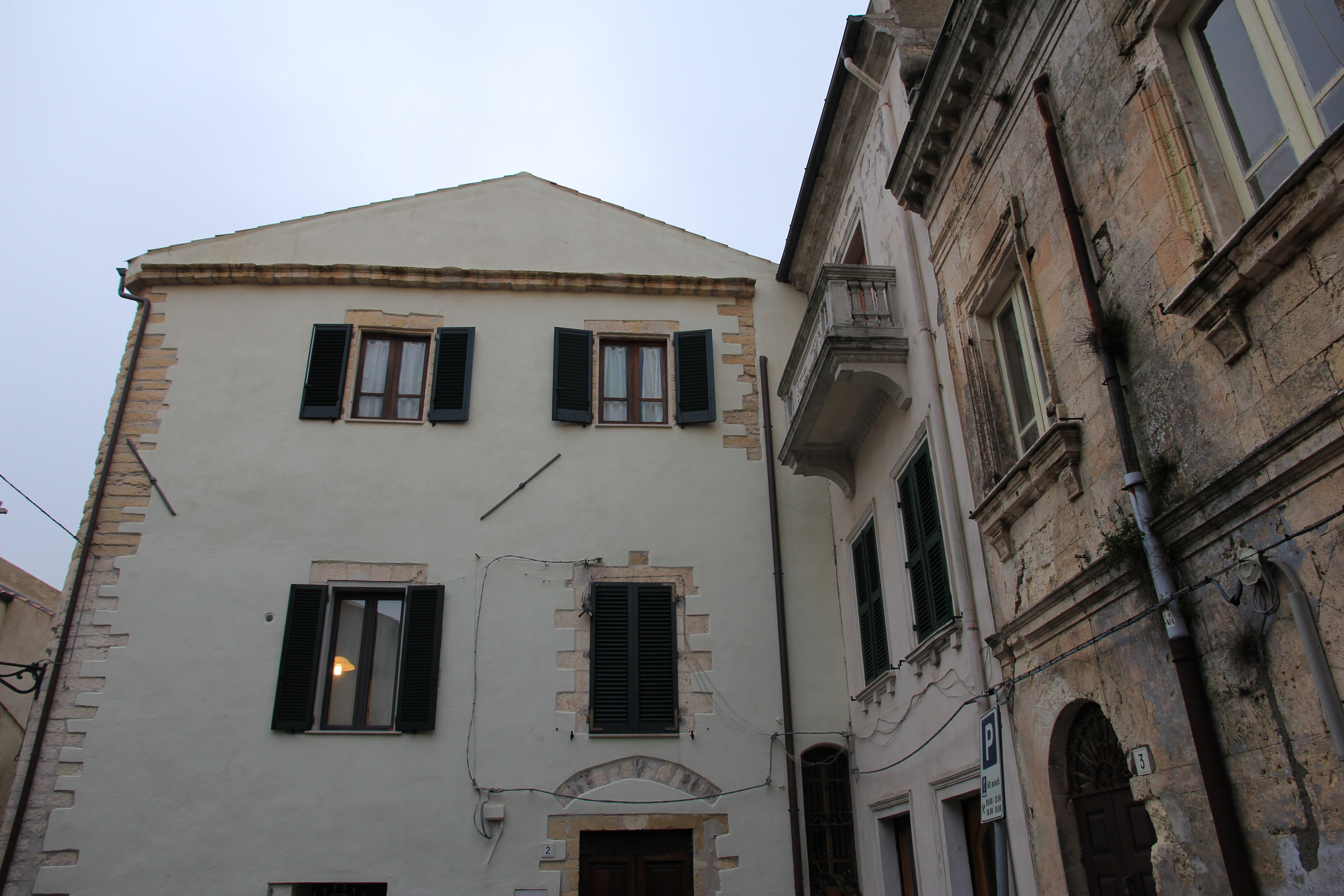
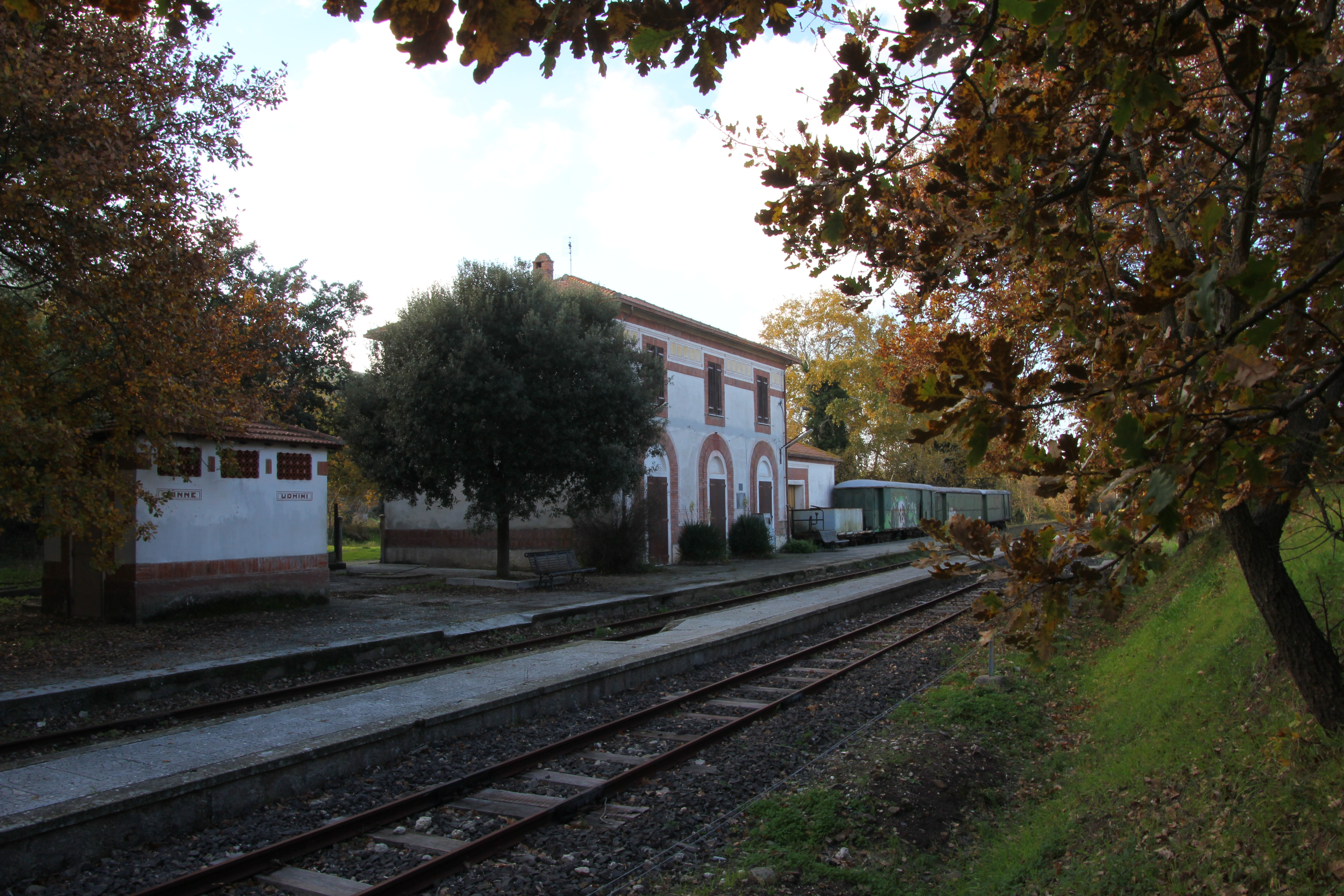